# Шипшина Дезеґліза
Шипшина Дезеґліза (Rosa deseglisei) — вид рослин з родини трояндових (Rosaceae).

## Поширення
Поширений у північно-західній Африці (Алжир, Марокко) та в Європі (від Португалії до України).